# 50 Let Pobedy (schip, 2007)
50 Let Pobedy (Russisch: 50 лет Победы, Nederlands: 50 Jaar van Overwinning) is een Russische atoomijsbreker uit de Arktika-klasse. Het is de grootste ijsbreker ter wereld.
Op 4 oktober 1989 werd op de Baltische Scheepswerf in Leningrad (tegenwoordig Sint-Petersburg) begonnen met de bouw van project nr. 10521. In eerste instantie werd het schip Ural genoemd. In 1994 werden de werkzaamheden bij gebrek aan financiële middelen gestaakt. Op de feitelijke vijftigste verjaardag van de overwinning in 1995 verkeerde het schip derhalve in een desolate staat. In 2003 werd de bouw hervat.
Op 30 november 2004 brak brand uit op het schip. Alle arbeiders moesten worden geëvacueerd. Het duurde 20 uur voordat de brand onder controle was. Aangezien de kernreactor nog niet van brandstof was voorzien, bleef een nucleaire ramp uit. Begin 2007, twee jaar na de zestigste verjaardag van de overwinning, was het schip gereed. Op 1 februari 2007 werd een twee weken lange proefvaart gemaakt op de Finse Golf. Hierna keerde het schip terug naar Sint-Petersburg voor de laatste aanpassing voordat het schip vertrok voor zijn eerste grote reis naar Moermansk. Op 11 april 2007 kwam de 50 Let Pobedy aan in Moermansk.
De 50 Let Pobedy is een upgrade van de Arktika-klasse. Het schip heeft een topsnelheid van 21,4 knopen (39,6 km/h). Het is 159,60 meter lang en 30,0 meter breed. Het heeft een waterverplaatsing van 25.840 ton en is ontworpen om door ijslagen van maximaal 2,8 meter dik te breken. Het schip heeft 140 bemanningsleden.

## Heden
In 2017 verloor het schip haar positie als grootste ijsbreker. De Baltische scheepswerf, onderdeel van United Shipbuilding Corporation was eind 2013 al begonnen met de bouw van een grotere atoomijsbreker. Het nieuwe schip, dat inmiddels te water is gelaten, kreeg de naam Oeral (Russisch: Урал). Dit schip heeft twee nucleaire reactoren met een totaal vermogen van 60 MW. Het is 173 meter lang en 34 meter breed, dit is 14 meter langer en 4 meter breder dan de 50 Let Pobedy. Het bouwcontract heeft een waarde van circa 1,1 miljard euro. In 2022 werd het schip operationeel.

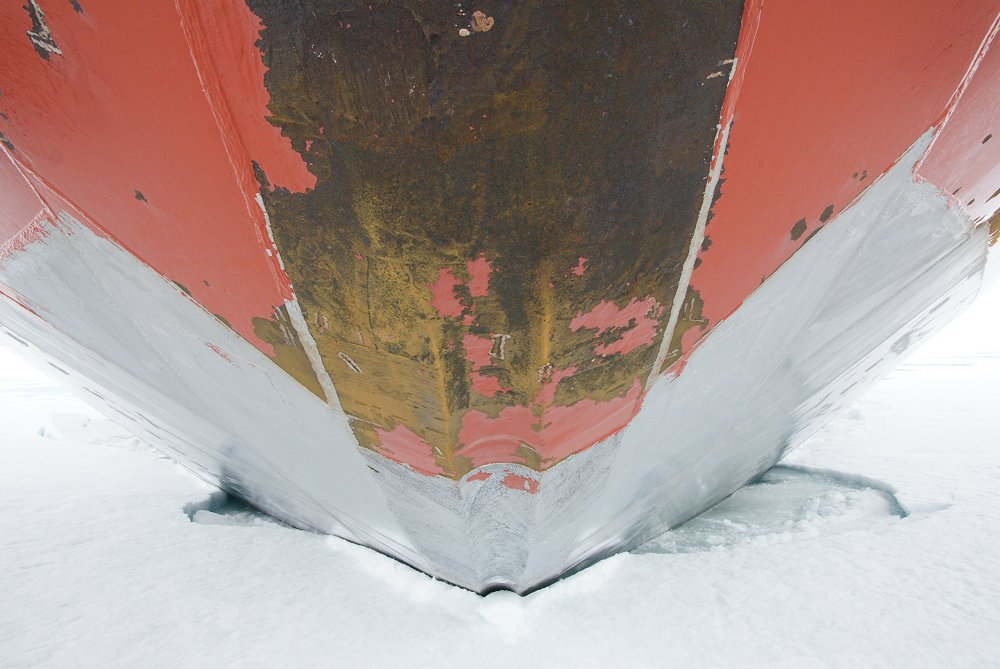
Boeg
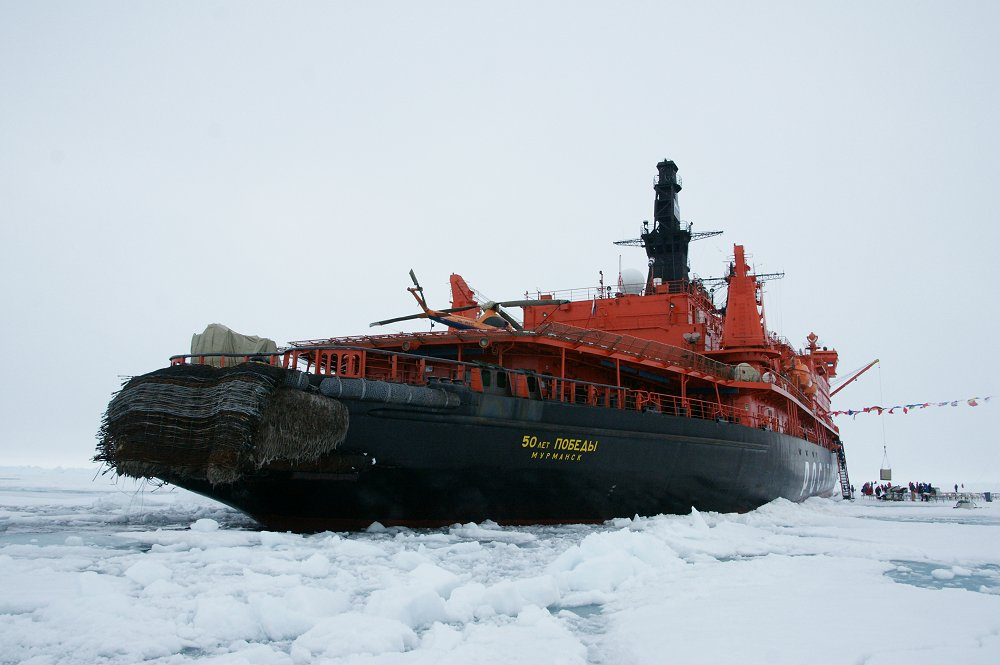
Achtersteven
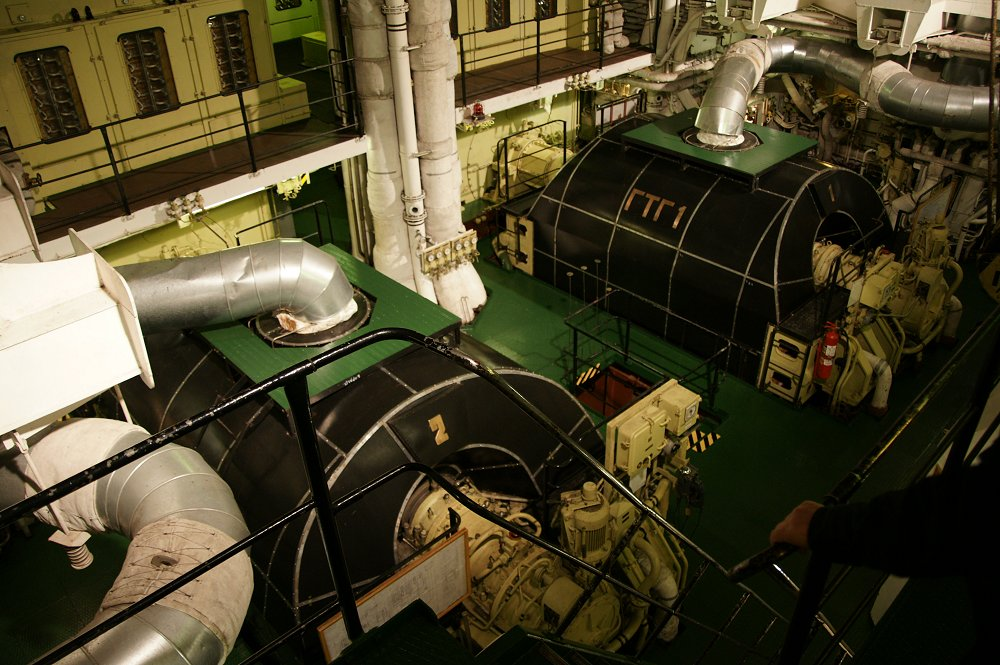
2 stoomturbines
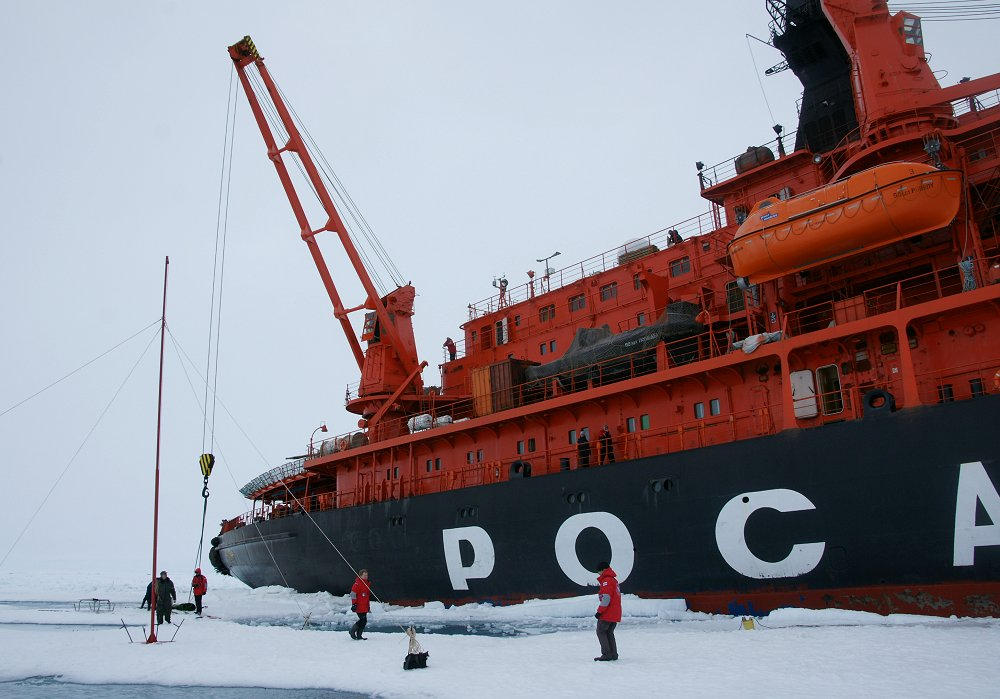
Scheepskraan
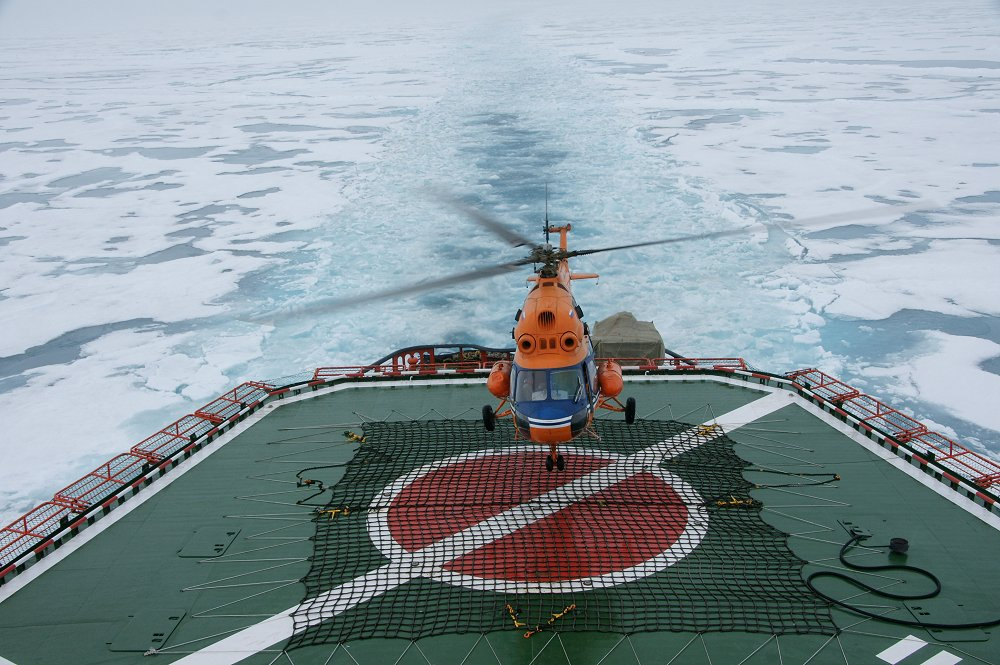
Heliplatform